# کوکوی سیاه
کوکوی سیاه (نام علمی: Cuculus clamosus) نام یک گونه پرنده از تیره کوکویان است. این گونه کوکو در آفریقا یافت می‌شود. در حال حاضر این گونه به تشخیص اتحادیه بین‌المللی حفاظت از طبیعت در رده کمترین نگرانی جای گرفته است.